# Продължаваме промяната
 Тази статия е за политическата партия.  За коалицията с „Демократична България“ вижте Продължаваме промяната – Демократична България.  
„Продължаваме промяната“ е социаллиберална политическа партия в България, създадена през септември 2021 година от Кирил Петков и Асен Василев, министри в първото служебно правителство на Стефан Янев.

## История
Проектът е представен на 19 септември 2021 г. Целта, която той си поставя, е дотогавашната работа на двамата министри от служебния кабинет да продължи и през следващите 4 години. „Продължаваме промяната“ се стреми да привлече хора с успешна кариера извън политиката, които отговарят на следните условия: да не са членували в повече от една партия, да не са били замесени в публично оповестени скандали и всеки един от тях да подпише договор за почтеност – че не притежава скрити доходи.
На изборите през ноември 2021 г. „Продължаваме промяната“ дава името на коалиция от няколко малки партии, която получава най-добър резултат и на 13 декември съставя коалиционно правителство, оглавено от Кирил Петков. Правителството пада на 22 юни 2022 г. след успешен вот на недоверие. На 15 април 2022 година в Пловдив е проведено учредително събрание на „Продължаваме промяната“, с което е започната процедура по официалната регистрация на организацията като политическа партия.
На 13 февруари 2023 г. „Продължаваме промяната“ и „Демократична България“ подписват споразумение за общо явяване на парламентарните избори през 2023 г., насрочени на 2 април. Коалицията е наречена „Продължаваме промяната“ – „Демократична България“ (ПП – ДБ).

## Приоритети
Приоритети на „Продължаваме промяната“ са създаването на благоприятна икономическа и административна среда за свободно развитие на малкия и средния бизнес, привличането на стратегически високотехнологични инвестиции, прекратяване на корупцията и злоупотребата със средствата на държавата, както и върховенство на закона.
Други приоритети на формацията са достъпът до качествено образование и здравеопазване за всички български граждани, модерна инфраструктура и социална политика, постигане на достойни доходи на хората в пенсионна възраст.

## Избори
За президентските избори в България през 2021 г. Петков и Василев заявяват подкрепата си за действащия президент Румен Радев, като Петков е глобен от Централната избирателна комисия (ЦИК) за агитация в изборния ден.
Поради липса на време да регистрират партия за участие в парламентарните избори търсят мандатоносител и сключват споразумение с партиите „Волт“ и „Средна европейска класа“. На 24 септември 2021 година ЦИК регистрира коалиция „Продължаваме промяната“, представлявана от Кирил Петков и Асен Василев. Тя печели вторите предсрочни и трети за годината парламентарни избори в България на 14 ноември 2021 г., получават 673 170 гласа (съответно 25,67%).
На проведените на 2 октомври 2022 г. извънредни парламентарни избори за народни представители в XLVIII народно събрание „Продължаваме промяната“ получава 20,20% от гласовете, с които си осигурява 53 депутатски места. Тези избори са предшествани от сваляне на правителството на Кирил Петков с вот на недоверие, а резултатът от тях е връщането и на трите проучвателни мандата – на ПП (неизпълнен), ГЕРБ – СДС (отказан) и БСП (неизпълнен).
„Продължаваме промяната“ се явява на следващите предсрочни парламентарни избори – на 2 април 2023 г., в сформирана през февруари с.г. политическа коалиция с „Демократична България“. „Продължаваме промяната“ – „Демократична България“ (ПП – ДБ) стават втора политическа сила в XLIX народно събрание на Република България с 64 места, 38 от които за народни представители, излъчени от „Продължаваме промяната“. На 6 юни 2023 г. съставя правителство с подкрепата на гласовете на „Продължаваме промяната“ – „Демократична България“, ГЕРБ – СДС, Мустафа Карадайъ и Делян Пеевски, с министър-председател акад. Николай Денков.
| Година       | Институция | Гласове брой | Разлика   | Гласове % | Разлика % | Представители | Място в управлението                                                     |
| ------------ | ---------- | ------------ | --------- | --------- | --------- | ------------- | ------------------------------------------------------------------------ |
| ноември 2021 | НС         | 673 170      | —         | 25,67%    | —         | 67 / 240      | Коалиция                                                                 |
| 2022         | НС         | 506 071      | 167 099   | 20,20%    | 5,47%     | 53 / 240      | Връща неизпълнен втория проучвателен мандат за съставяне на правителство |
| 2023         | НС         | 621 069      | 114 998 * | 24,56%    | 4,36% *   | · 38 / 240    | Мандатоносител на правителство, съставено с втория мандат                |

- Партията участва на парламентарните избори през 2023 г. като част от коалицията ПП – ДБ.